# 원평천
원평천(院坪川)은 전북특별자치도 김제시 금산면 화율리 모악산에서 발원하여 전북특별자치도 김제시 죽산면 대창리에서 황해에 유입되는 전북특별자치도의 강이다. 하천연장은 29km이며, 유역면적은 370.68km2이다. 이전에는 삼국시대에 건설된 벽골제의 수원이었으며, 오늘날에는 김제평야 일대에 농업용수를 공급한다.

## 다리
- 호남고속도로 원평교
- 신원평교
- 원평교